# 阿尔瓦·托伦斯
阿尔瓦·托伦斯（西班牙語：Alba Torrens，1989年8月30日—），西班牙女子篮球运动员。她曾代表西班牙参加2008年、2016年和2020年夏季奥林匹克运动会篮球比赛，其中2016年奥运会获得一枚银牌。